# Медаља за учешће у мултинационалним операцијама
Медаља за учешће у мултинационалним операцијама јесте медаља коју додељује Република Србија за војне успехе у мултинационалним операцијама.

## Опис медаља
Мотив на војној спомен-медаљи за учешће у мултинационалним операцијама је стилизовани приказ симбола мисије – општих, логистичких и командно-штабних дужности.
Медаље су израђене у боји патинираног сребра, оивичене стилизованим приказом маслиновог венца.
Трака је светлоплаве боје, оивичена зеленом, плавом и тамноцрвеном бојом са обе стране, зависно од категорије. За командно-штабне дужности, трака је по средини проткана вертикалном линијом зелене, плаве и тамноцрвене боје, зависно од категорије.
На врпце се постављају апликације – металне маслинове гранчице у боји патинираног сребра за опште и логистичке дужности – једна до четири маслинове гранчице које представљају број мисија, а апликација за пету мисију је метална маслинова гранчица у боји патинираног злата.
На врпце се постављају апликације – по једна вертикална линија зелене, плаве и тамноцрвене боје преко којих су металне маслинове гранчице у боји патинираног сребра за командно-штабне дужности – једна до четири маслинове гранчице које представљају број мисија, а апликација за пету мисију је метална маслинова гранчица у боји патинираног злата.
На аверсу медаље за учешће у мултинационалним операцијама које се додељују за опште дужности је стилизовани приказ Земљине кугле изнад које је голуб мира са маслиновом гранчицом у кљуну. 
На реверсу медаље налазе се назив мисије и година учешћа.
Трака је светлоплаве боје, оивичена зеленом бојом, а за командно-штабне дужности по средини је проткана вертикалном линијом зелене боје.
На аверсу медаље за учешће у мултинационалним операцијама које се додељују за логистичке дужности је стилизовани приказ мача и змије – војне ознаке санитетске службе.
На реверсу медаље налазе се назив мисије и година учешћа.
Трака је светлоплаве боје, оивичена плавом бојом, а за командно-штабне дужности по средини је проткана вертикалном линијом плаве боје.
На аверсу медаље за учешће у мултинационалним операцијама које се додељују за командно-штабне дужности је стилизовани приказ Земљине кугле преко које се налази крст са четири оцила.
На реверсу медаље налазе се назив мисије и година учешћа.
Трака је светлоплаве боје, оивичена тамноцрвеном бојом, а за командно-штабне дужности по средини је проткана вертикалном линијом тамноцрвене боје.